# Ideoblothrus kochalkai
Espèce
Ideoblothrus kochalkai est une espèce de pseudoscorpions de la famille des Syarinidae.

## Distribution
Cette espèce est endémique du département de Magdalena en Colombie. Elle se rencontre dans la Sierra Nevada de Santa Marta.

## Description
Le mâle holotype mesure 2,3 mm et la femelle paratype 2,85 mm.

## Étymologie
Cette espèce est nommée en l'honneur de John A. Kochalka.

## Publication originale
- Muchmore, 1982 : The genera Ideobisium and Ideoblothrus, with remarks on the family Syarinidae (Pseudoscorpionida). Journal of Arachnology, vol. 10, no 3, p. 193-221 (texte intégral).